# Большой часослов Анны Бретонской
Большой часослов Анны Бретонской (фр. Les Grandes Heures d’Anne de Bretagne) — часослов, созданный художником Жаном Бурдишоном (1457—1521) по заказу французской королевы Анны Бретонской. Работа над рукописью длилась пять лет, с 1503 по 1508 год.
В настоящее время часослов хранится в Национальной библиотеке Франции в Париже.

## История
О создателе, Жане Бурдишоне, известно немного. Он родился, жил и скончался в городе Тур. Вероятно, был учеником французского мастера Жана Фуке. Двумя самыми известными работами Бурдишона являются часословы Анны Бретонской и её супруга Людовика XII (начат в 1498 году; частично утрачен, уцелевшие страницы хранятся в разных музеях). Очевидно, первый часослов понравился супругам, поскольку через несколько лет, в 1503 году, Анна заказала Бурдишону книгу уже для себя.
Всего известны четыре часослова, принадлежавших Анне. Из них Большой часослов — самый известный, масштабный и богато иллюминированный.